# Цузамальтхайм
Цузамальтхайм (нем. Zusamaltheim) — община в Германии, в земле Бавария. 
Подчиняется административному округу Швабия. Входит в состав района Диллинген-ан-дер-Донау. Подчиняется управлению Вертинген.  Население составляет 1278 человек (на 31 декабря 2010 года). Занимает площадь 17,90 км².